# Pierre Kanstrup
Pierre Kanstrup (Copenaghen, 21 febbraio 1989) è un ex calciatore danese, di ruolo difensore.

## Carriera

### Nazionale
Ha giocato nelle nazionali giovanili danesi Under-16, Under-17, Under-18, Under-19 ed Under-21.

## Palmarès

### Club

#### Competizioni nazionali
- Coppa di Danimarca: 1

SønderjyskE: 2019-2020